# Quinta de Pereira
A Quinta de Pereira é uma quinta portuguesa localizada na área de Esmeriz, uma antiga Honra e solar.
D. Rui Gonçalves Pereira (1170 -?), nobre Cavaleiro medieval do Reino de Portugal foi um dos primeiros proprietários desta propriedade, tendo sido também o primeiro Senhor da Honra de Pereira-Esmeriz. Era filho de D. Gonçalo Rodrigues da Palmeira (1130 - 1177) e de D. Froilhe Afonso de Celanova (1145 -?).
Segundo uma pesquisa do professor Eduardo Santos Carneiro, documentos de 1285, já referem Pedro Rodrigues Pereira, como sendo Senhor da Honra de Pereira em São Pedro de Esmeriz.
A Quinta de Pereira, pertenceu também a D. Afonso I, Duque de Bragança, que casou com D. Beatriz Pereira de Alvim, no ano de 1401. Esta D. Beatriz Pereira de Alvim era filha do Condestável D. Nuno Álvares Pereira e, como dote pelo seu casamento com o infante, receberia as terras de Barroso e Barcelos, a que se juntavam outros coutos e honras de Entre-Douro-e-Minho e de Trás-os-Montes, bens que se vinham acrescentar às doações do rei D. João I de Portugal a seu filho, sobretudo os julgados de Viana, Faria e  Vermoim, julgado este ao qual Esmeriz pertencia.